# 雷纳 (德国)
雷纳（德語：Rehna，發音：[ˈʁeːna] ⓘ）是德国梅克伦堡-前波美拉尼亚州西北梅克伦堡县的城市，面积44.59平方千米，2023年12月31日人口为3,638人。